# Гвати, Хаим
Хаим Гвати (Свишач) (29 января 1901, Пинск — 19 октября 1990, Израиль) — израильский государственный деятель. Один из основателей кибуца Гват. Депутат кнессета, министр в ряде правительств Израиля. Лауреат Премии Израиля (1982).

## Биография
Родился в семье Шмуэля Свишача и Ханны-Эстер Цейтман. Начальное образование получил в хедере, общеобразовательной еврейской школе и на педагогических курсах еврейского общества «Тарбут» в Вильне. Во время гражданской войны проживал в разных городах Украины и Крыма, в том числе в 1920 году в Севастополе, где преподавал в еврейской школе. В 1922 году вернулся в Пинск.
Примкнув к сионистскому движению, участвовал в деятельности организаций «Цеирей-Цион» и «Гехалуц» в Вильне. В 1924 году был генеральным секретарём объединенной партии «Цеирей-Цион — Поалей-Цион» в Варшаве. Позже в том же году эмигрировал в Эрец-Исраэль. По приезде работал на осушении болот в Магдиэле и Эйн-Ганим. В 1925 году женился на Любе Ласковой. В 1926 году стал одним из основателей кибуца Гват, где на протяжении длительного времени был секретарём и ответственным за хозяйство. В 1942—1945 годах член секретариата движения «ха-Кибуц ха-меухад» и координатор Комиссии по делам хозяйства. В 1946—1949 годах член движения «Ха-Мерказ ха-хаклаи». После распада «ха-Кибуц ха-меухад» в 1954 году присоединился к кибуцу Ифат.
В период с 1950 по 1958 год занимал пост генерального директора министерства сельского хозяйства Израиля. В 1959—1963 годах служил в качестве секретаря Объединения квуцот и кибуцев, в 1963—1964 годах секретарь Союза кибуцных движений. В 1974—1982 годах председатель совета директоров «Израильской компании химикалий»; также входил в совет директоров водной компании «Мекорот».
С 1964 по 1974 год Гвати работал министром сельского хозяйства Израиля в кабинетах Леви Эшколя и Голды Меир. Также в 1969—1974 годах возглавлял министерство здравоохранения, а затем министерство развития в правительстве Голды Меир. Депутат кнессета 6-го и 7-го созывов. Участвовал в работе 20-го и 25-го Сионистских конгрессов.
Автор ряда книг и брошюр по теории и практике сельского хозяйства. В 1982 году был удостоен Премии Израиля в государственной и общественной деятельности.